# VARA
De VARA was een progressieve radio- en televisieomroep binnen het Nederlandse publieke bestel opgericht op 1 november 1925.
Op 1 januari 2014 fuseerden de omroepen VARA en BNN tot BNN-VARA. Sinds 24 augustus 2017 worden de programma's uitgezonden onder de naam BNNVARA (zonder koppelteken). De afzonderlijke ledenverenigingen BNN en VARA gingen samen per 1 september 2018.

## Geschiedenis

### De VARA tussen 1925 en 1940

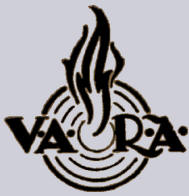
Oorspronkelijk logo van Hahn jr.

V.A.R.A. was oorspronkelijk een acroniem voor "Vereeniging van Arbeiders Radio Amateurs". Sinds 1957 heette de omroep echter Omroepvereniging VARA, en was het dus officieel geen afkorting meer. Initiatiefnemers tot de oprichting van de VARA waren Levinus van Looi, radioredacteur van Het Volk en Ger Zwertbroek, chef bij De Arbeiderspers. Van Looi werd de eerste voorzitter van de VARA, Zwertbroek omroepsecretaris en propagandist. De administrateur van de bond van meubelmakers en behangers, Jan Willem Lebon, werd gekozen tot penningmeester. In de beginjaren zond de omroep slechts acht uur per week uit. Vanwege het betrekkelijke amateurisme in die tijd kreeg zij met name van de AVRO-aanhang de bijnaam "Van Armoe Rammelt Alles". De V.A.R.A. gaf bouwpakketten uit waarmee de leden zelf een eenvoudig radiotoestel in elkaar konden zetten, de Varadyne. Swierstra beschrijft in zijn boek Geboorte en opkomst van de VARA de ontwikkelingen op radiogebied tot 1940.

### De VARA tijdens de Duitse bezetting van Nederland
Tijdens de Duitse bezetting van Nederland (van 15 mei 1940 tot 5 mei 1945) werkte de VARA onder leiding van voorzitter Arend de Vries aanvankelijk mee met de Duitse bezettingsmacht. Zij deed dat na een oproep van NSB-voorman Meinoud Rost van Tonningen. Een radiorede op 24 juli 1940, waarin De Vries de opstelling van de VARA ten opzichte van de Nieuwe Orde toelichtte, leidde tot uitgebreide protesten en duizenden opzeggingen. Men stelde dat De Vries zowel naar vorm als inhoud faalde, vormelijk omdat de rede niet eerst werd voorgelegd aan de verenigingsraad (de vertegenwoordiging van de leden), inhoudelijk omwille van de dubbelzinnig voorkomende zinsnede: Welnu zij (de werkers van onze arbeiderbeweging) mogen beseffen dat niets is ingestort (na de Duitse bezetting vanaf 15 mei 1940) dan een beletsel op de weg naar een betere samenleving, indien ieder trouw blijft aan zijn overtuiging en bereid om ondanks alle moeilijkheden mee te bouwen aan een nieuwe arbeidsgemeenschap. De Vries' aanvankelijk toegeeflijke houding ten opzichte van de Duitse bezetter was ook ingegeven door van Tonningens dreiging dat bij niet-medewerking de VARA als instelling zou worden opgeheven. De verenigingsraad keurde het plan om door te werken onder beperkende voorwaarden eenstemmig goed. Deze hielden in dat alle programma's op voorhand gekeurd moesten worden door de Rundfunkbetreuungsstelle (RBS of radiocontrolecommissie) en op bevel van rijkscommissaris Seyss-Inquart de aanstelling van Rost van Tonningen als commissaris van de SDAP (alsook van de daarmee verwante organisaties als de VARA, de Arbeiderspers, de jeugdbeweging AJC, de Arbeiderssportbond, het Instituut voor Arbeidersontwikkeling, de vrouwenclubs, de muziek- en zangverenigingen). Alleen bestuurslid J.B. Broeksz wilde hier niet aan medewerken en ging met onbetaald verlof. Socialistisch voorman en SDAP-voorzitter Koos Vorrink noemde de stap zelfs 'verraad'. De openlijk antinazistische publicist J.H. Scheps veroordeelde de stap in zijn brochures eveneens uitdrukkelijk.
De VARA had een relatief groot aantal Joodse medewerkers en bestuursleden, zoals Meyer Sluyser (die op 15 mei 1940 naar Engeland kon vluchten) en artiesten als Johnny en Jones, die vaak een prominente rol in de programmering hadden (deze laatste twee ontkwamen niet aan vernietiging).
Al vanaf de Duitse inval op 10 mei 1940 verloor de VARA in hoog tempo leden: volgens De Jong in zijn serie Het Koninkrijk der Nederlanden in de Tweede Wereldoorlog raakte de omroep in één maand 50.000 van haar 150.000 leden kwijt. Na De Vries' rede daalde het aantal eind augustus tot 65.000. Eind 1940 resteerden er nog 40.000 leden. De grote terugval in ledenaantal lag hierin dat men als natrekbaar VARA-lid vreesde voor persoonlijke gevolgen en dat men na de De Vries' rede van 24 juli voor de VARA geen taak meer zag. In de week van 2 tot 8 maart 1941 moest de VARA, net als de andere omroepverenigingen, al haar activiteiten overdragen aan de gelijkgeschakelde Rijksradio-omroep die gaandeweg bol stond van nationaalsocialistische tirades. Het laatste nummer van het radioprogrammaboekje De Radiogids verscheen op 27 december 1941 met 26 000 abonnees. De NSB-gezinde Luistergids verving deze al vlug.

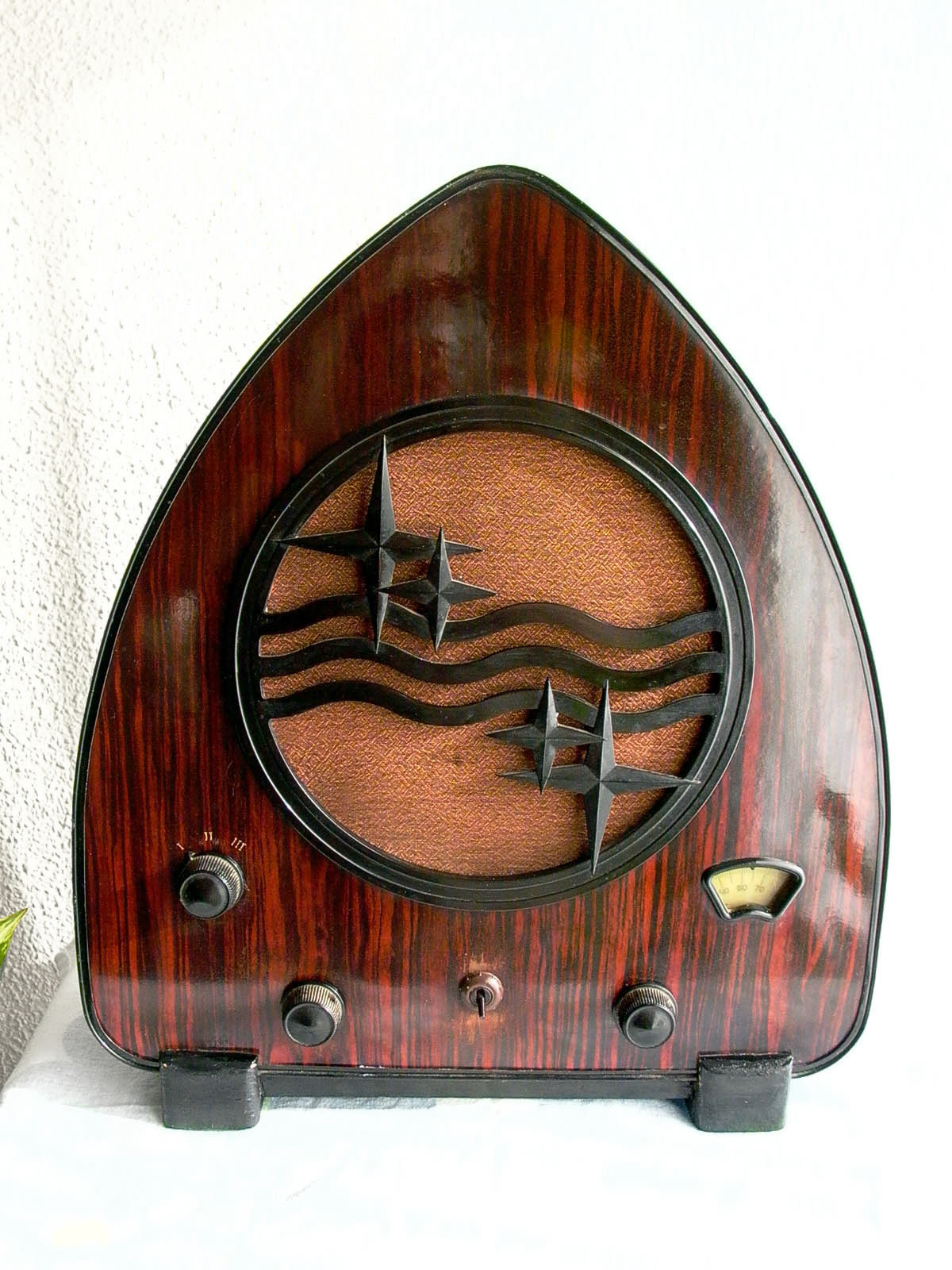
Philips chapel radio model 930A, 1931

Wat de liquidatie betreft, alle activa van de VARA gingen in volmaakte volgorde bij erkenning op papier over naar de staat. Alle personeelsleden, inclusief de Joodse, werden overgenomen. Nadien ging men over tot het verbod nog andere zenders te beluisteren en ten slotte, op straffe van deportatie, vanaf april 1943 de inlevering van alle radio's in bezet Nederland. Soms verving men de grote Philips radiokast door een clandestiene kleine radio zodat men de door de Duitsers verboden zenders kon blijven beluisteren.
Dick Verkijk beschreef de geschiedenis van de VARA in oorlogstijd uitgebreid in zijn boek Radio Hilversum 1940-1945. De Jong gebruikte hier delen uit voor zijn werk Het Koninkrijk der Nederlanden in de Tweede Wereldoorlog. Ook G.P. Bakker verwijst in zijn boek Het hellende vlak. Radio-omroep in nazi-greep (1981) naar Verkijks publicatie. Ook in de in 2009 in opdracht van de VARA geschreven "biografie van een omroep" door Huub Wijfjes werd een hoofdstuk "Door een zee van bloed en tranen" gewijd aan deze episode.

### Verzuiling
Tijdens de verzuiling was het de omroep van de socialistische/sociaaldemocratische zuil, en onderhield de VARA nauwe banden met de SDAP en later met de Partij van de Arbeid en met de vakbeweging (de NVV en later de FNV). Bekende partijcoryfeeën als Jaap Burger, André Kloos en Marcel van Dam zijn jarenlang voorzitter geweest van de VARA. In het programma In de Rooie Haan werd vaak openlijk partij gekozen voor de sociaaldemocraten. Tot 1980 waren de PvdA en de FNV vertegenwoordigd in het bestuur van de VARA. Sinds die tijd bestaat er geen formele band meer tussen enerzijds de VARA en anderzijds de PvdA en de FNV.

### Recente geschiedenis
Onder het voorzitterschap van Marcel van Dam (1986-1995) verzakelijkte de VARA. Van Dam begon met drastische bezuinigingen, waardoor veel medewerkers van de radioafdeling en de ondersteunende diensten hun baan verloren. Nieuwe televisiemedewerkers gingen werken op tijdelijke contracten. Een select aantal presentatoren moest de VARA een "herkenbaar gezicht" geven. Een aantal jaren was dit beleid succesvol; het werd dan ook voortgezet door Van Dams opvolger Vera Keur. Die deed in 2000 een onderzoek naar een toekomst als "private omroep", wat onhaalbaar bleek.
Samen met de VPRO en de NPS heeft de VARA de afgelopen jaren geprobeerd het "thuisnet" NPO 3 gestalte te geven. De VARA verzette zich aanvankelijk heftig tegen pogingen van de Raad van Bestuur van de Publieke Omroep om de programma's anders over de drie netten te verdelen; bij de totstandkoming van het nieuwe schema in april 2006 kon de omroep echter zeer tevreden zijn over de hem toebedeelde zendtijd.
In mei 2011 gaven de VARA en BNN te kennen het voornemen te hebben om onder voorwaarden te willen fuseren in het kader van de voorgenomen reorganisatie van het omroepbestel in 2016. Op 1 januari 2014 was deze fusie een feit. De omroepbedrijven VARA en BNN zijn op die datum gefuseerd. Vanaf 24 augustus 2017 zenden beide omroepen uit onder de naam BNNVARA. De afzonderlijke ledenverenigingen VARA en BNN bleven bestaan tot 1 september 2018.

## Televisie

### Programma's

#### Huidige programma's
De VARA zendt zijn televisieprogramma's uit verdeeld over de drie publieke netten.
- Oudejaarsconference (1966-), cabaret op oudejaarsavond, met door de jaren heen: Wim Kan, Seth Gaaikema, Freek de Jonge, Youp van 't Hek, Lebbis en Jansen, Erik van Muiswinkel, Jan Jaap van der Wal, Theo Maassen, Herman Finkers en Claudia de Breij
- Per Seconde Wijzer (1967-), langlopende quiz met Berend Boudewijn (1967-1970), Kees Driehuis (1989-2018) en Erik Dijkstra (2018-heden)
- Twee voor twaalf (1971-), langlopende quiz met Joop Koopman (1971-1981) en Astrid Joosten (1991-heden)
- Kinderen voor Kinderen (1980-), liedjesprogramma voor kinderen
- Kassa (1989-), consumentenprogramma met Felix Meurders (1989-2011), Brecht van Hulten (2011-2019) en Amber Kortzorg (2020-heden)
- Zembla (1995-), documentaireprogramma
- Buitenhof (1997-), discussieprogramma i.s.m. NPS en VPRO. VARA-presentator was Paul Witteman
- Vroege Vogels (2007-), natuurprogramma met Menno Bentveld en Andrea van Pol
- Evenblij met… (2009-), portretten met Frank Evenblij
- Kanniewaarzijn (2011-), satirisch consumentenprogramma
- Rambam (2012-), satirisch consumentenprogramma
- Bureau Sport (2012-), sportprogramma met Erik Dijkstra en Frank Evenblij
- Pauw (2014-2019), avondpraatprogramma met Jeroen Pauw

#### Bekende voormalige programma's
- Baantjesjagen, quiz (1952-1955)
- Jij bent af, quiz met Ton van Beem (1952)
- Saint-Germain-des-Prés, amusement met Tom Manders (1955-1963)
- Pension Hommeles, comedy (1957-1959)
- Je neemt er wat van mee, quiz met Theo Eerdmans (1958-1960)
- Pipo de Clown, kinderprogramma (1958-1964 en 1970-1980)
- Lurelei, cabaret (1958-1968)
- TV Toto, quiz met Theo Eerdmans (1959)
- Achter het Nieuws, actualiteitenrubriek (1960-1992)
- Top of Flop, muziekprogramma met Herman Stok (1961-1965)
- Rudi Carrell Show, amusementsprogramma met Rudi Carrell (1961-1969)
- Willens en Wetens, quiz met Theo Eerdmans (1961)
- Mik & Mak, kinderprogramma (1962-1963)
- Zo is het toevallig ook nog eens een keer, satire (1963-1966)
- Tel uit je winst, quiz met Theo Eerdmans (1964-1967)
- Mies en scène, praatprogramma met Mies Bouwman (1965-1969)
- Ja zuster, nee zuster, kinderprogramma (1966-1968)
- Dorus, kinderprogramma met Tom Manders (1967-1971)
- Hadimassa, satire (1967-1972)
- Dagje ouder, seniorenprogramma (eind jaren zestig begin jaren zeventig)
- Eén van de acht, quizprogramma met Mies Bouwman (1969-1974)
- Een klein uur U, praatprogramma met Koos Postema (1969-1972)
- De Ombudsman (1969-1983 en 2010-2012), programma over klachten tegen de overheid met Marcel van Dam (1969-1973), Hans Ouwerkerk (1973-1975), Johan van Minnen (1975-1977), Frits Bom (1978-1983) en Pieter Hilhorst (2010-2012)
- Een groot uur U, praatprogramma met Koos Postema (1971-1975)
- Popzien (1972-1973)
- Stratemakeropzeeshow, kinderprogramma (1972-1974)
- Waaldrecht, dramaserie (1972-1974)
- Nederpopzien (1973-1975)
- FC Avondrood, sportprogramma met Frits Barend, Henk van Dorp en Felix Meurders (1973-1976)
- De film van Ome Willem, kinderprogramma (1974-1989)
- Merijntje Gijzen, dramaserie (1974)
- Klaverweide, dramaserie (1974-1978)
- 't Spant erom, muzikale quiz met Piet Römer (1974-1975)
- Oorlogswinter (televisieserie), dramaserie (1975)
- Haagsche Kringen, politiek (1975-1979)
- Tussen wal en schip, dramaserie (1976-1977)
- Ieder zijn deel, comedy (1976-1978)
- Sonja's Goed Nieuws Show, praatprogramma met Sonja Barend (1977-1981)
- J.J. De Bom voorheen De Kindervriend, kinderprogramma (1979-1981)
- Cassata, comedy (1979)
- De Achterkant van het Gelijk, discussieprogramma met Marcel van Dam (1980-1983, 1995-1997, 2000, 2002, 2004 en 2014)
- Zeg 'ns Aaa, comedy (1981-1993)
- De Willem Ruis Lotto Show, spelprogramma met Willem Ruis (1981-1984)
- Sonja op..., praatprogramma met Sonja Barend (1981-2006)
- Pisa, humor en satire met Harry Vermeegen en Henk Spaan (1982-1985)
- Konsumentenman, consumentenprogramma met Frits Bom (1983-1989)
- Koning Klant, consumentenprogramma (1965-1983)
- VARA-Visie, actualiteitenprogramma (1977-1979)
- Kindermenu (kinderblok jaren eind 80/ begin 90)
- 5 tegen 5, spelprogramma met Willem Ruis (1983-1986) en Peter Jan Rens (1992-1993)
- Sterrenshow, amusementsprogramma met Willem Ruis (1984-1986)
- VARA's Nachtshow, nachtprogramma met Adelheid Roosen (1986 en 1987)
- Labyrinth, spelprogramma met Peter Jan Rens (1987-1991)
- De Grote Meneer Kaktus Show, kinderprogramma met Peter Jan Rens (1988-1993)
- De wereld van Boudewijn Büch, reisprogramma met Boudewijn Büch (1988-2001)
- Doet-ie 't of doet-ie 't niet, spelprogramma met Peter Jan Rens (1988-1993)
- Lingo, woordspel met Robert ten Brink en later François Boulangé (1989-2000)
- Alfred J. Kwak, tekenfilm (1989-1991)
- Brainstorm, quiz met Jan Douwe Kroeske en later Peter Lusse (1989-1991)
- Jules Unlimited, realityprogramma, met Jan Douwe Kroeske (1989-2004); wetenschappelijk en avontuurlijk programma
- De Schreeuw van de Leeuw, amusementsprogramma met Paul de Leeuw (1990-1994)
- 12 steden, 13 ongelukken, drama (1990-1998)
- Oppassen!!!, comedy (1991-2003)
- In voor- en tegenspoed, comedy met Rijk de Gooyer (1991-1998)
- Geef Nooit Op, kinderwensenprogramma met Peter Jan Rens (1991-1993)
- De Kleine Wijzer, kindereditie van de quiz Per Seconde Wijzer met Kees Driehuis (1991-1992)
- NOVA/Den Haag vandaag (1992-2010), actualiteitenprogramma i.s.m. NPS en NOS. VARA-presentator was Clairy Polak
- Bureau Kruislaan, politieserie (1993-1995)
- Het Zonnetje in Huis, comedy met o.a. John Kraaijkamp sr., Martine Bijl en Johnny Kraaijkamp jr. (1993-1995)
- De Ronde van Witteman, praatprogramma met Paul Witteman (1993-1996)
- Spijkertijd, humor en satire met Jack Spijkerman (1993-1995 en 1999)
- Midas, natuurprogramma met Midas Dekkers (1993-1997)
- Spijkers met Koppen, humor en satire met Jack Spijkerman (1995-1997)
- Het Lagerhuis, debatprogramma o.l.v. Paul Witteman en Marcel van Dam (1997-2005)
- Herexamen, quiz met Inge Diepman en later Menno Bentveld (1995-2006)
- Unit 13, politieserie (1996-1998)
- De show van je leven, praatprogramma met Astrid Joosten (1996-2000)
- Laat de Leeuw, nachtprogramma met Paul de Leeuw (1997-1999)
- B&W (Barend & Witteman), dagelijks discussieprogramma met Sonja Barend en Paul Witteman. Later opgevolgd door Hanneke Groenteman, Inge Diepman, Rob Trip en Felix Meurders (1997-2005)
- Kopspijkers, humor, satire en cabaret met Jack Spijkerman (1998-2005)
- Ben zo terug, comedy (1999-2000)
- All Stars, comedy (1999-2001)
- Eerste druk met Midas, natuurprogramma (1999-2001)
- Studio Spaan, sport en satire met Henk Spaan (2000-2003)
- De Leugen Regeert, discussieprogramma met Felix Meurders (2000-2009)
- Bergen Binnen, comedy (2003-2004)
- PaPaul, amusementsprogramma met Paul de Leeuw (2003-2005)
- Kinderen geen bezwaar, comedy (2004-2013)
- De Mike & Thomas Show, muzikale comedyquiz met Mike Boddé en Thomas van Luyn (2004-2009)
- Nieuwslicht, actualiteit en wetenschap met Menno Bentveld (2004-2010)
- Mooi! Weer De Leeuw, amusementspraatprogramma met Paul de Leeuw (2005-2009)
- Vuurzee, dramaserie (2005-2006 en 2009)
- De Wereld Draait Door (2005-2020), praatprogramma met Matthijs van Nieuwkerk
- Pauw & Witteman, avondpraatprogramma met Jeroen Pauw en Paul Witteman (2006-2014)
- Waltz, dramaserie (2006)
- Najib wordt wakker, sketchprogramma met o.a. Najib Amhali (2007-2008)
- Stellenbosch, dramaserie (2007)
- Het Hof van Joosten, rechtspraakprogramma met Astrid Joosten (2007-2008)
- Thank God it's Friday, amusementsprogramma met Claudia de Breij (2007-2008)
- Claudia op Vrijdag, amusementsprogramma met Claudia de Breij (2009)
- Gebak van Krul, muzikale comedy (2009)
- Lieve Paul, amusementsprogramma met Paul de Leeuw (2009)
- PAU!L, amusementsprogramma met Paul de Leeuw (2011-2012)
- De Prooi, dramaserie, financiële thriller (2013)
- De Deal, dramaserie, politieke thriller (2014)
- Overspel, dramaserie (2011-2015)
- In goed gezelschap (2012-2014), improvisatie-comedyprogramma met Sara Kroos en Thomas van Luyn
- De Kwis (2013-2018), humoristische quiz met Rob Urgert, Joep van Deudekom, Niels van der Laan en Jeroen Woe
- Cojones (2014-2016), satirisch programma met Erik van Muiswinkel, Mike Boddé, Thomas van Luyn, Martijn Koning, Rob Urgert (alleen in seizoen 1), Owen Schumacher (alleen in seizoen 1) en Wim Helsen (vanaf seizoen 2)
- Dubbelspel (quiz) (2015), quiz met Menno Bentveld
- Bureau Vooroordeel (2016), maatschappelijk programma met Erik Dijkstra en Frank Evenblij

#### Buitenlandse series
- Afterlife
- Borgen
- Cagney and Lacey
- Colditz
- Dad's Army
- The Flying Doctors
- Fame
- George & Mildred
- Golden Girls
- Law & Order
- The Love Boat
- Mad Men
- McCloud
- On the Buses (alleen de herhalingen in 1992)
- Rawhide
- The Sopranos
- Spooks
- Spy
- Webster
- Jem
- Troetelbeertjes
- Niels Holgersson
- Smurfen
- Mika
- Supergran

### Omroepers/omroepsters
op chronologische volgorde
- Karin Kraaijkamp (1955-1960)
- Bea de Graaff (eind jaren 50, invalster)
- Elles Berger (1959-1989)
- Jetta van Leeuwen (1961-1972)
- Joop Smits (1962-1987)
- Ati Dijckmeester (eind jaren 70, invalster)
- Jeanne van Munster (eind jaren 70, invalster)
- Joop Daalmeijer (eind jaren 70, invaller)
- Peter Boers (1979-1982)
- Astrid Joosten (1983-1987)
- Paula Patricio (1987-1993)
- Roel Koeners (1988-1991)
- Marceline Schopman (1989-1992)
- Merel Holl (1993)

### Online
- Joop.nl opiniewebsite

### Televizierring
In de historie van de Gouden Televizier-Ring, de jaarlijkse prijs voor het beste televisieprogramma, vielen er tien VARA-programma's deze prijs ten deel:
- 1966 Zo is het toevallig ook nog eens een keer
- 1967 Ja zuster, nee zuster
- 1972 Eén van de acht
- 1977 Oudejaarsconference van Wim Kan
- 1984 Zeg 'ns Aaa
- 1989 Doet-ie 't of doet-ie 't niet
- 1996 Oppassen!!!
- 2002 Kopspijkers
- 2007 De Wereld Draait Door
- 2008 Mooi! Weer De Leeuw

## Radio

### Huidige radioprogramma's
- Vroege Vogels (NPO Radio 1), natuurprogramma op zondagmorgen, gepresenteerd door Menno Bentveld en Milouska Meulens.
- De Nieuws BV (BNNVARA, NPO Radio 1), nieuwsprogramma elke werkdag tussen 12.00 en 14.00
- Spijkers met koppen (NPO Radio 2), satirisch programma
- Vroeg op Frank (NPO Radio 2)
- Afslag Thunder Road (NPO Radio 2)

### Bekende voormalige radioprogramma's
- Claudia d'r op (3FM), middagprogramma op de vrijdag met Claudia de Breij.
- De Heer Ontwaakt! (NPO Radio 2), ochtendprogramma met Sander de Heer.
- Dubbellisjes met Peter Holland
- Ekdom in de Ochtend (BNNVARA, NPO Radio 2), ochtendprogramma met Gerard Ekdom
- Gesodemeurders met Felix Meurders
- GIEL (NPO 3FM), ochtendprogramma met Giel Beelen
- in de Rooie Haan
- Nachtegiel (3FM), nachtradio met Giel Beelen.
- Paviljoen Drie met Felix Meurders en Dolf Brouwers
- Radio Kassa, dagelijkse consumentenrubriek door Simone Weimans en Felix Meurders.
- Steen en Been Show met Jack Spijkerman
- Stenders Eetvermaak (3FM), middagprogramma met Rob Stenders, Jelmer Gussinklo en Robbert-Jan van de Velde.
- Van de voorpagina, ochtendprogramma van Piet van den Ende
- Z.O. 135 met onder meer Letty Kosterman en Herman Stok
- VARA's Zoekplaatje met Felix Meurders
- Weer of geen weer
- VARA's Popkrant[13][14]

### Hoorspelen
De VARA zond vroeger ook hoorspelen uit, onder andere:
- De familie Mulder met Willem van Cappellen als "Ome Keesje"
- Bestaat u wel, Mr. Johns?
- Bekbroeders
- In Holland staat een huis
- Oldenberg
- Berg der schimmen

Andere hoorspelen zijn te vinden op de lijst van Nederlandse hoorspelen

## Voorzitters
Voorzitters van de VARA in de periode 1925 tot heden waren:
- Levinus van Looi 1925-1926
- Christiaan van Doorn 1926-1927
- Simon van der Woude 1927-1930
- Arend de Vries 1930-1946
- Klaas de Jonge 1946-1949 (waarnemend voorzitter)
- Jaap Burger 1949-1966
- Jan Broeksz 1967-1971
- André Kloos 1971-1980
- Albert van den Heuvel 1980-1985
- Marcel van Dam 1986-1995
- Vera Keur 1995-2009
- Cees Korvinus 2009-2011
- Hans Andersson 2011-2013
- Martin Dijk 2014-
- Jos Brand 2015-2018